# Plouzévédé
Plouzévédé (en bretó Gwitevede) és un municipi francès, situat a la regió de Bretanya, al departament de Finisterre. L'any 2006 tenia 1.546 habitants.

## Demografia
| 1962                                       | 1968  | 1975  | 1982  | 1990  | 1999  |
| ------------------------------------------ | ----- | ----- | ----- | ----- | ----- |
| 1.572                                      | 1.570 | 1.543 | 1.461 | 1.416 | 1.353 |
| Des de 1962: població sense dobles comptes |       |       |       |       |       |

## Administració
| Període   | Identitat       | Partit |
| --------- | --------------- | ------ |
| 2001-2008 | Robert Biannic  |        |
| 2008-     | Viviane Pluchon |        |